# Ornithogalum montanum
Ornithogalum montanum är en sparrisväxtart som beskrevs av Domenico Maria Leone Cirillo. Ornithogalum montanum ingår i släktet stjärnlökar, och familjen sparrisväxter. Inga underarter finns listade i Catalogue of Life.

## Bildgalleri

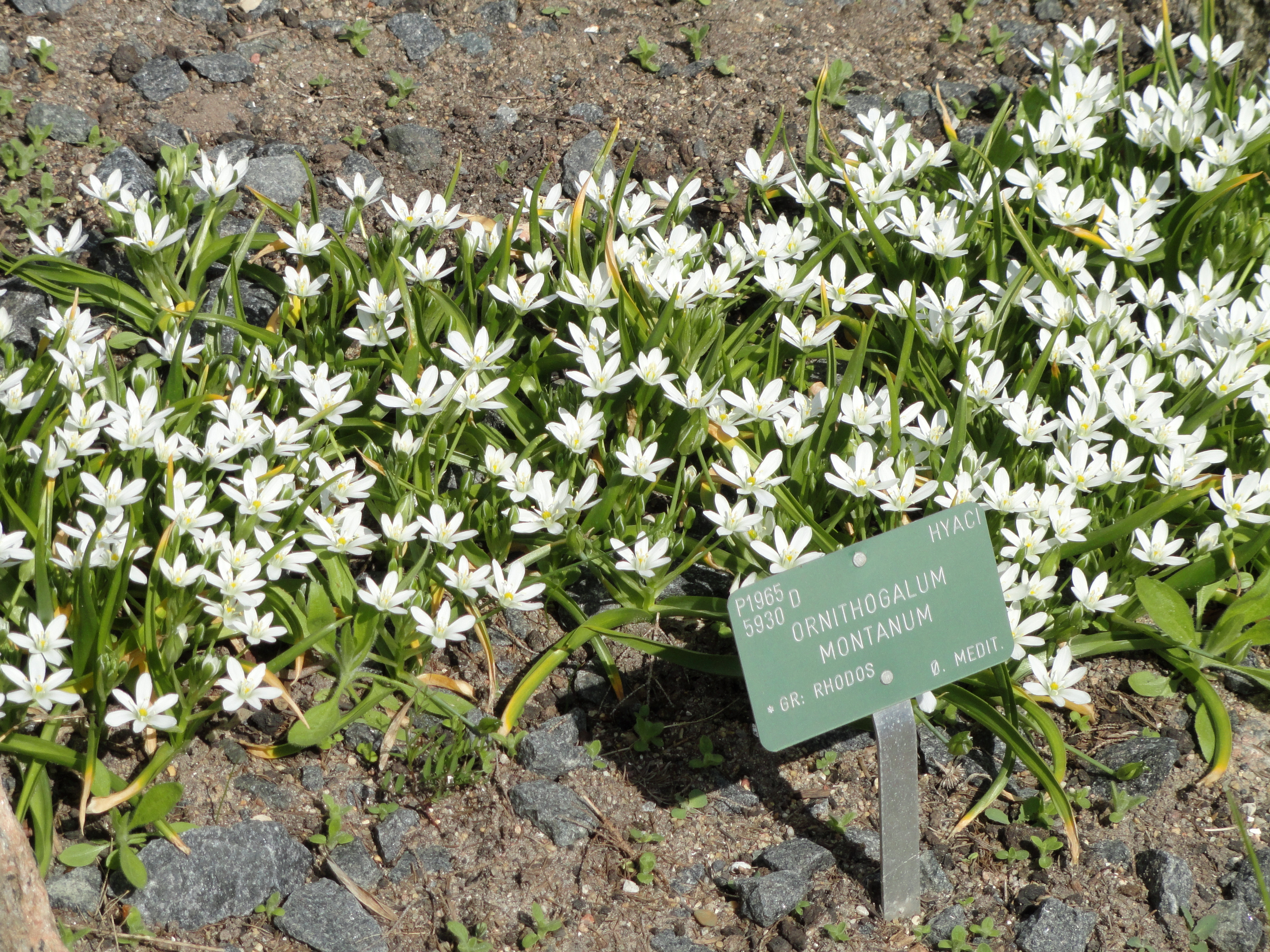
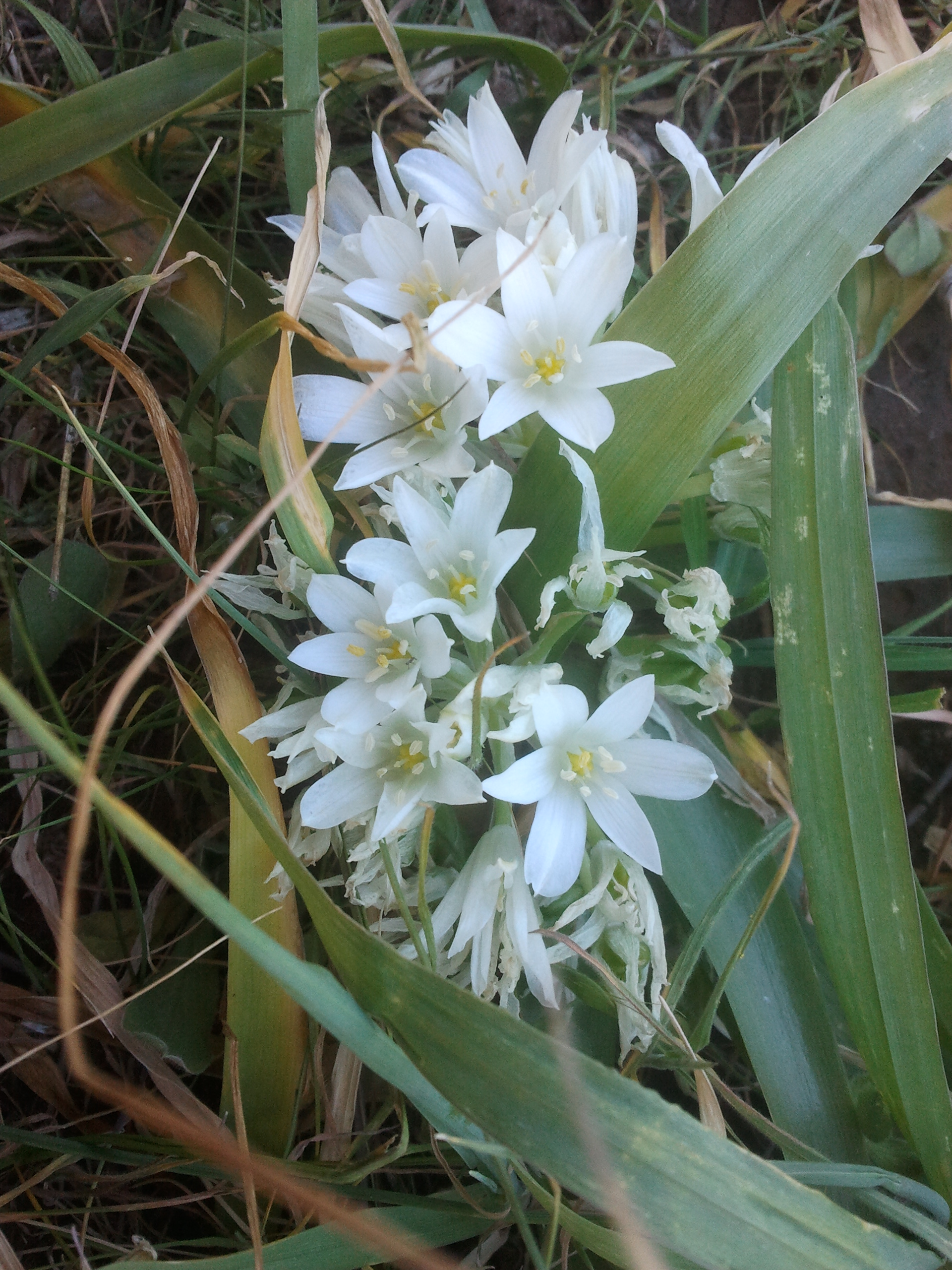
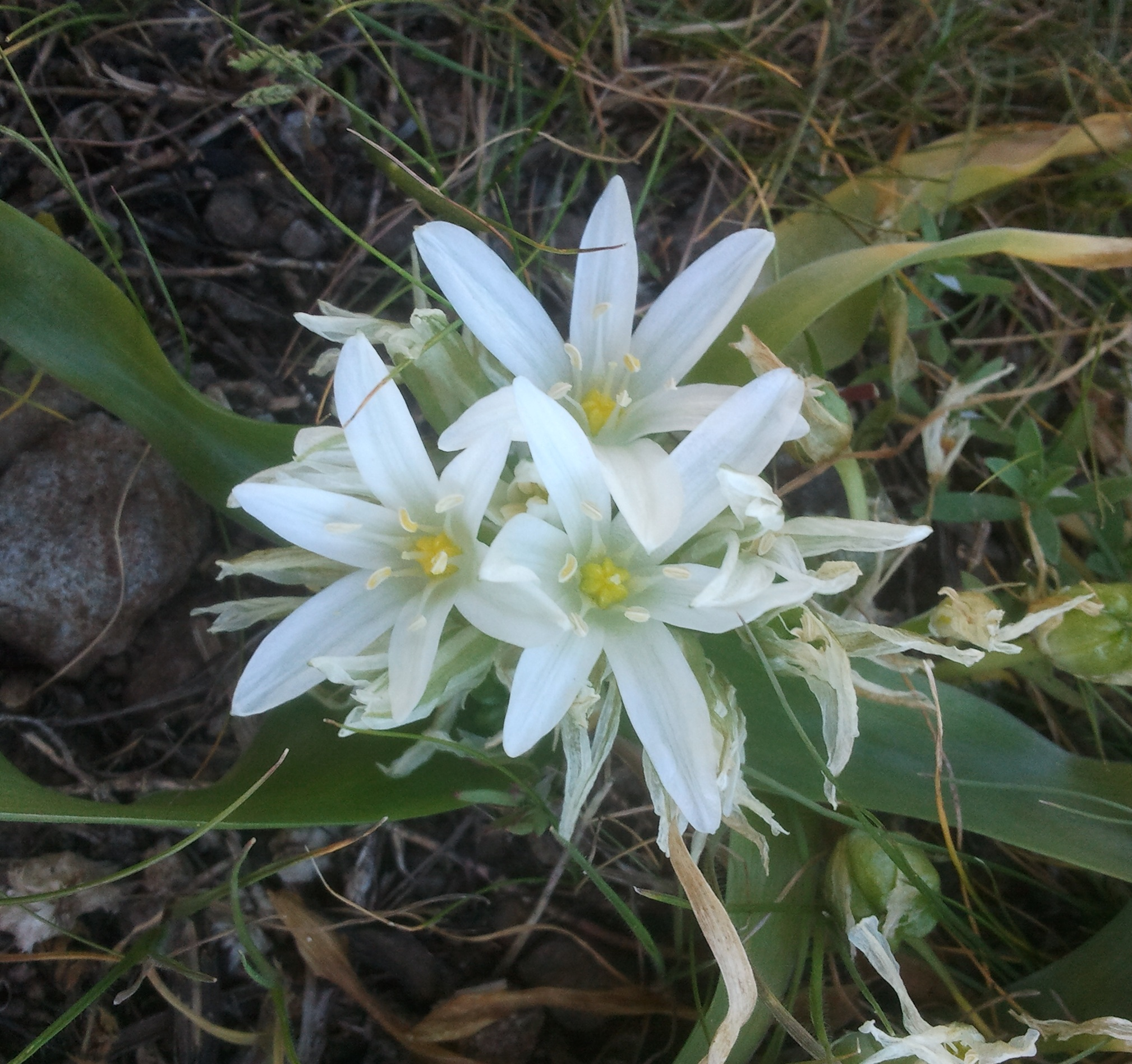